# Пещерный лев
Пеще́рный лев (лат. Panthera spelaea) — вымерший вид семейства кошачьих, принадлежащий к роду пантер, населявший в эпоху плейстоцена Европу и Сибирь. Являлся одним из наиболее крупных представителей семейства кошачьих всех времён. Генетический анализ ДНК окаменелостей этого животного показал, что, несмотря на близкое родство с современным львом (Panthera leo), генетически достаточно сильно отличался от современного льва, чтобы считаться отдельным видом. Впервые был описан немецким врачом и естествоведом Георгом Августом Гольдфусом, нашедшим череп пещерного льва во Франконском Альбе.
В советской палеонтологии по инициативе Николая Верещагина пещерного льва называли «тигролев».

## Распространение
В Европе первые львы появились около 700 000 лет назад и принадлежали подвиду Panthera leo fossilis, так называемому мосбахскому льву. То, что его иногда также называют пещерным львом, может привести к заблуждениям. Как правило, термином пещерный лев называется более поздний подвид Panthera leo spelaea. Мосбахские львы достигали в длину до 2,4 м без учёта хвоста и были на полметра крупнее современных львов. По размерам они соответствовали лигру. От этого крупного подвида произошёл пещерный лев, появившийся около 300 000 лет назад. Он был распространён по всей северной Евразии и даже во времена оледенений проникал глубоко на север. На северо-востоке Евразии образовался отдельный подвид, так называемый восточносибирский пещерный лев (Panthera leo vereshchagini), который через существовавшее тогда сухопутное соединение между Чукоткой и Аляской достиг американского континента. Распространяясь на юг, он развился в американского льва (Panthera leo atrox). Восточносибирский пещерный лев вымер по окончании последнего крупного оледенения около 10 тыс. лет назад. Европейский пещерный лев вымер, вероятно, в тот же период, однако не исключено, что он ещё какое-то время сохранялся на Иберийском и Балканском полуостровах до начала голоцена. Относительно существовавших на Балканах вплоть до начала нашей эры европейских львов, неизвестно, были ли они потомками пещерных львов, или подвидом африканского льва, мигрировавшего с юга через территорию Ближнего Востока, либо гибридной формой, так как древнегреческие фрески изображают их с небольшой гривой.

## Внешний вид
Скелет взрослого самца пещерного льва, найденный в 1985 году возле немецкого Зигсдорфа, имел высоту в холке 1,20 м и длину 2,1 м без учёта хвоста. Это соответствует очень крупному современному льву. При этом зигсдорфский лев уступал многим своим сородичам. Пещерные львы в среднем на 5—10 % превосходили современных львов, однако не достигали огромных размеров мосбахских львов и американских львов. Наскальные рисунки каменного века позволяют сделать некоторые выводы о раскраске шерсти и гриве пещерного льва. Особенно впечатляющие изображения львов были найдены в южной Франции в пещере Шове в департаменте Ардеш, а также в пещере Фогельхердхёле в Швабском Альбе. Древние рисунки пещерных львов показывают их всегда без гривы, что позволяет предположить, что в отличие от африканских или индийских сородичей у них её или не было, или она была не такой внушительной. Часто это изображение показывает характерную для львов кисточку на хвосте. Раскраска шерсти, по-видимому, была одноцветной.
В Абыйском улусе Якутии на реке Семюелях обнаружены два хорошо сохранившихся трупа пещерных львят в возрасте нескольких месяцев и ещё два несколько хуже сохранившихся пещерных львёнка найдены на реке Тирехтях. Сохранившиеся мумифицированные остатки шкур львят показали, что она была похожа на шкуру современных львов, по цвету была светло-коричневой или жёлтой, но с густым подшёрстком для защиты от холодного арктического климата.

## Образ жизни
Львы населяли Европу и север Азии как в относительно тёплые эпохи, так и в эпохи оледенений, в том числе и максимальных. Ископаемые отпечатки лап пещерных львов встречаются рядом с отпечатками северных оленей даже в субполярных регионах. Добычей этих больших кошек являлись прежде всего крупные копытные того времени, в том числе дикие лошади, олени, дикие быки и антилопы. В отложениях позднего плейстоцена близ немецкого города Дармштадта была найдена кость ноги животного со следами серьёзного воспаления, которое на некоторое время сделало льва не способным к охоте, но позже сошло на нет. Тот факт, что животное пережило этот продолжительный период, говорит о том, что сородичи как минимум терпели его рядом с собой при поедании добычи либо снабжали его пищей. Вероятно, пещерные львы, как и сегодняшние львы, жили в прайдах. Об этом также свидетельствует наскальное изображение сцены групповой охоты 11 львов на степных зубров, найденное в пещере Шове (Франция).
Несмотря на название, пещерный лев на протяжении своей жизни навещал пещеры редко. В отличие от пещерной гиены и пещерного медведя, он лишь изредка использовал их как уединённое убежище, которое было необходимо главным образом больным, старым и ослабленным особям. Так как в пещерах животные часто и умирали, остатки представителей этого вида сохранились, в основном, в пещерах.
По результатам некоторых исследований, пещерные львы в основном охотились на оленей и иногда — на пещерных медведей, то есть их диета не отличалась разнообразием, в отличие от их современных сородичей в тропиках, которые имеют более обширный рацион. Исследования ископаемых костей пещерных львов в пещере Balve (Германия) показывают, что взрослые львы могли погибать в схватках с пещерными гиенами и пещерными медведями, на которых львы охотились, проникая глубоко в пещерные логова своей добычи. По мнению исследователей, подобное однообразие диеты могло послужить причиной вымирания львов, так как 19 тысяч лет назад началось потепление климата, одновременно с расселением первобытных людей, и олени с пещерными медведями стали постепенно исчезать. Как следствие, львы лишились основного источника пищи и тоже начали вымирать. Последние исследования предполагают, что на вымирание пещерного льва в Западной Европе больше всего повлияло расселение людей (антропогенное давление).

## Родственники
В отличие от мосбахского льва, относительно классификации которого в качестве Panthera leo fossilis среди учёных всегда царило единодушие, насчёт пещерного льва долго велись споры, является ли он львом, тигром или даже должен ли быть выделен в отдельный вид. В 2004 году немецким учёным удалось однозначно определить его с помощью анализа ДНК как подвид льва. Таким образом был окончен спор, существующий ещё с момента первого описания этого животного в 1810 году. Тем не менее, плейстоценовые львы севера образовывали собственную группу, отличавшуюся от львов Африки и Юго-Восточной Азии. К этой так называемой группе Spelaea относились мосбахский лев (P. l. fossilis), пещерный лев (P. l. spelaea), восточно-сибирский лев (P. l. vereshchagini) и американский лев (P. l. atrox). Все современные подвиды львов относятся к группе Leo. Обе группы разделились около 600 тысяч лет назад. Отдельные ископаемые особи вымершего американского льва были больше мосбахского льва и таким образом являлись одними из самых крупных представителей кошачьих, которые когда-либо существовали. Ранее их считали отдельным видом, называвшимся гигантским ягуаром. Согласно новейшим исследованиям американский лев, как и пещерный лев, не был отдельным видом, а являлся подвидом львов (Panthera leo).

## В художественной литературе
Пещерный лев под именем буррия (Burria) фигурирует уже в первом художественном произведении европейской литературы, посвященном жизни далеких предков людей — повести немецкого зоолога и писателя Давида Фридриха Вайнланда «Руламан» (Rulaman, 1878), где описывается как грозный хищник, конкурирующий с людьми каменного века в борьбе за существование. В качестве такого же опасного для первобытных обитателей пещер животного он выступает в повести Герберта Уэллса «Это было в каменном веке» (1897), романе чешского писателя Эдуарда Шторха «Ловцы мамонтов» (Lovci mamutů, 1918, 1937), повести советского писателя С. Ю. Каратова «Быстроногий Джар» (1962) и др. Некоторым исключением является приключенческая повесть с элементами фэнтези французского писателя Жозефа Рони-старшего «Пещерный лев» (Le Félin géant, 1918), в которой главным героям, первобытным охотникам уламрам удается «приручить» грозного зверя, который даже приходит к ним на помощь.

## Находки
В 2018 году во время экспедиции на Гыданский полуостров, учеными были обнаружены остатки пещерного льва и бурого медведя. Отмечается, что на территории севера Западной Сибири остатки данных видов были обнаружены впервые. Данная находка позволяет представить ареал пещерных львов более широко, чем считалось раньше.